# 에이제트
에이제트(AJet)는 튀르키예 앙카라 에센보아 공항을 본사로 하는 저비용 항공사이자 터키항공의 자회사로 창립 초기에는 보잉 737-400 4대로 운항을 시작했으며 현재는 A320neo, A321neo, B737 넥스트 제너레이션, B737 MAX 기종을 보유하고 있다.

## 운항 노선
- 모기업인 터키항공은 이스탄불발 노선을 중심으로 운항하는 반면 자회사인 에이제트는 수도인 앙카라발 노선을 중심으로 운항하고 있다.

### 코드쉐어 협정
- 보라제트
- 선익스프레스[2]

## 보유 기종
- 2015년 7월 기준으로 아나돌루 제트는 다음과 같은 기종을 보유하고 있다.[3][4]

| 기종             | 대수 | 좌석 | 비고                     |
| ---------------- | ---- | ---- | ------------------------ |
| 보잉 737-700     | 4    | 149  | 터키항공 운영            |
| 보잉 737-800     | 23   | 189  | 터키항공 운영            |
| 보잉 737-900ER   | 2    | 212  | 터키항공 운영            |
| 엠브라에르 E-190 | 3    | 124  | 1대는 보라제트 임차 운항 |
| 합계             | 32   |      |                          |

## 같이 보기
- 페가수스 항공